# Fyrtåig hästspringråtta
Fyrtåig hästspringråtta (Scarturus tetradactyla) är en däggdjursart som först beskrevs av Lichtenstein 1823.  Fyrtåig hästspringråtta ingår i släktet Scarturus och familjen hoppmöss. Inga underarter finns listade.
Arten var en längre till ensam i undersläktet Scarturus (bland hästspringråttor) som under 2010-talet blev godkänd som släkte. Dessutom infogades arterna från undersläktet Paralactaga i Scarturus.
Denna gnagare förekommer i Egypten och Libyen i en smal remsa längs Medelhavets kust. Habitatet utgörs av salthaltigt marskland och öknar.
Den fyrtåiga hästspringråttan blir 10,2 till 11,9 cm lång (huvud och bål), har en 15,4 till 18,0 cm lång svans och väger 48 till 56 g. Bakfötterna är 5,1 till 5,9 cm långa och öronen är 3,7 till 4,3 cm stora. Arten har mörk orangegrå päls på ovansidan samt vitaktig päls på undersidan. Svansen har främst samma färg som bålens ovansida förutom den avplattade yviga tofsen som är först vit, sedan svart och vid spetsen åter vit. Scarturus tetradactyla har inga styva borstar på bakfötternas undersida och de svartaktiga håren är istället mjuka.
På grund av tändernas konstruktion antas att arten äter suckulenter och andra gröna växtdelar. Individerna är nattaktiva. Informationer angående förekomst av vinterdvala saknas. Den fyrtåiga hästspringråttan gräver enkla underjordiska bon med de djupaste delarna 60 till 150 cm under markytan.
Scarturus tetradactyla hotas av habitatförstöring genom landskapets omvandling till jordbruksmark, etablering av trafikstråk och turistanläggningar samt genom olika krigshandlingar mellan 1995 och 2010. Tillfredsställande informationer angående beståndets storlek och kvarvarande lämpliga biotoper saknas. IUCN kategoriserar arten globalt som sårbar.